# Turbot de sable
Scophthalmus aquosus
Espèce
Le Turbot de sable (Scophthalmus aquosus) est une espèce de poissons plats d'Amérique du Nord. On l'appelle en anglais "windowpane", "brill", "spotted flounder", "sand dab" ou "sand flounder".

## Description
Le flanc gauche (côté oculaire) va du rougeâtre au brun grisâtre, avec plusieurs taches brunes et blanches, composées de plusieurs parties ressemblant à des pétales de fleurs.  Les nageoires dorsales, anales et caudales ont le même aspect tacheté et le flanc droit (côté aveugle) est généralement blanc marqué de quelques taches foncées.  Une taille maximale de 43 cm a été enregistrée.  D'après une étude menée dans les années 1960 dans le Long Island Sound, les individus de 7 ans atteignent la taille de 30 cm. Avec le cardeau d'été, il est le seul poisson plat de l'Est du Canada à être sénestre (gaucher) et à avoir une grande bouche, il s'en distingue très bien toutefois par ses taches.  Le turbot de sable se reconnaît d'emblée à sa forme circulaire, à la crête frangée au commencement de sa nageoire dorsale et à sa nageoire pelvienne gauche, qui est plus longue que haute.

## Biologie et économie
Le turbot de sable fréquente les eaux peu profondes recouvrant les fonds sablonneux; on le retrouve près des côtes nord-américaines et sur certains bancs, du golfe du Saint-Laurent à la Caroline du Sud. On n'a pas remarqué de grands déplacements chez cette espèce. Les adultes tolèrent une vaste gamme de températures, mais la distribution des individus indique que leur reproduction exige une eau chaude en été. Le turbot de sable se nourrit principalement de mysides, de crevettes (sand shrimp) et de petits poissons de moins de 10 cm. Selon les chiffres du MAPAQ, 52 tonnes de turbot de sable ont été pêchées au Québec en 2005. C'est un poisson peu consommé au Canada, les stocks étant limités et la minceur du corps rendant le filetage difficile. Les États-Unis en ont consommé certaines quantités pendant la Deuxième Guerre mondiale.